# زمین‌لرزه ۱۹۲۷ تایوان
زمین‌لرزه تایوان در تاریخ ۲۴ اوت ۱۹۲۷ میلادی، برابر با ‎۱ شهریور ۱۳۰۶، ساعت ۱۸:۰۹:۰۲ به زمان یوتی‌سی در تایوان رخ داد. ژرفای این زلزله ۳۵ کیلومتر بود. بزرگی آن ۶٫۸ در مقیاس ریشتر اعلام شده‌است. زمین‌لرزه به وقت محلی در روز پنج‌شنبه، ساعت ۲ روی داده و منطقه زمانی آن یوتی‌سی +۸ بوده‌است.
سازمان زمین‌شناسی آمریکا نیز جای این زمین‌لرزه را در مختصات ۲۳°۰۰′شمالی ۱۲۰°۳۰′شرقی / ۲۳°شمالی ۱۲۰٫۵°شرقی و بزرگی آنرا برابر با ۶٫۸ در مقیاس ریشتر اعلام کرده‌است.
شمار کشتگان زلزله حدود ۱۱ نفر بوده‌است. تعداد زخمیان ۶۳ نفر برآورده شده‌است.